# Mistrzostwa Świata w Gimnastyce Artystycznej 2002
25. Mistrzostwa Świata w Gimnastyce Artystycznej odbyły się w dniach od 10 do 14 lipca 2002 roku w Nowym Orleanie. Złote medale zdobyły Rosja, Ukraina i Grecja. Polskę reprezentowały: Aleksandra Zawistowska, Izabela Kowalska, Anna Mrozińska, Anna Maszkiewicz, Aleksandra Wójcik oraz Justyna Banasiak. W wieloboju zajęły one jedenastą pozycję.

## Tabela medalowa
| Miejsce | Państwo  | Złoto | Srebro | Brąz | Razem |
| ------- | -------- | ----- | ------ | ---- | ----- |
| 1       | Rosja    | 1     | 1      | 0    | 2     |
| 2       | Grecja   | 1     | 0      | 2    | 3     |
| 3       | Ukraina  | 1     | 0      | 0    | 1     |
| 4       | Białoruś | 0     | 1      | 1    | 2     |
| 5       | Bułgaria | 0     | 1      | 0    | 1     |

## Medalistki
| Konkurencja:                         | Złoto:  | Srebro:  | Brąz:    |
| Drużynowe układy zbiorowe            |         |          |          |
| wielobój                             | Rosja   | Białoruś | Grecja   |
| ćwiczenia ze wstążką                 | Ukraina | Rosja    | Grecja   |
| ćwiczenia z 3 piłkami i 2 skakankami | Grecja  | Bułgaria | Białoruś |